# سرطان الغدة الدرقية الجريبي
يعتبر سرطان الغدة الدرقية الجريبي أو سرطانة الغدة الدرقية الجريبية ثاني أكثر أنواع سرطانات الغدة الدرقية شيوعًا (سرطان الغدة الدرقية الحليمي هو سرطان الغدة الدرقية الأكثر شيوعًا) ويمثل 15% من سرطانات الغدة الدرقية ويحدث بشكل أكثر شيوعًا لدى النساء فوق سن 50 عامًا. يمكن استخدام التيروغلوبولين كواسم ورمي لسرطان الغدة الدرقية الجريبي المتمايز. الخلايا الجرابية للغدة الدرقية هي خلايا الغدة الدرقية المسؤولة عن إنتاج وإفراز هرمونات الغدة الدرقية.

## الأسباب
لا يوجد سبب دقيق معروف لسرطان الغدة الدرقية الجريبي. يعتقد الباحثون في هذا المجال بوجود حالات وراثية معينة يمكن أن تزيد من احتمالات الإصابة، ولكن لايزال هذا الموضع قيد الدراسة حتى الآن. على النقيض من السرطان الحليمي، نادرًا ما يحدث السرطان الجريبي بعد العلاج الإشعاعي.

### الطفرات المرتبطة بالمرض
ما يناهز نصف سرطانات الغدة الدرقية الجريبية لها طفرات في عائلة Ras الفرعية من الجينات الورمية، وعلى الأخص HRAS و NRAS و KRAS. لوحظت طفرات في MINPP1، بالإضافة إلى طفرات جين PTEN الجرثومية المسؤولة عن متلازمة كاودن التي يعد سرطان الغدة الدرقية الجريبي من السمات المميزة لها. إضافة إلى ذلك، فإن الانتقال الكروموسومي الخاص بسرطان الغدة الدرقية الجريبي يحدث بين جينات PAX-8، وهو جين مهم في تطور الغدة الدرقية، والجين الذي يرمز إلى مستقبل منشط لمكاثر البيروكسيسوم النوع-غاما، وهو مستقبل هرمون نووي يساهم في التمايز النهائي للخلايا.  
يحدث اندماج الجينات PAX8-PPARγ1 في حوالي ثلث سرطانات الغدة الدرقية الجريبية. تميل الأورام إلى أن تحمل طفرة RAS أو اندماج PAX8-PPARγ1، ونادراً ما توجد تشوهات جينية في نفس الحالة. لذا، يبدو أن سرطان الغدة الدرقية الجريبي ينشأ من خلال مسارين جزيئيين مختلفين وغير متداخلين تقريبًا.

## اختلاف خلية هورتله

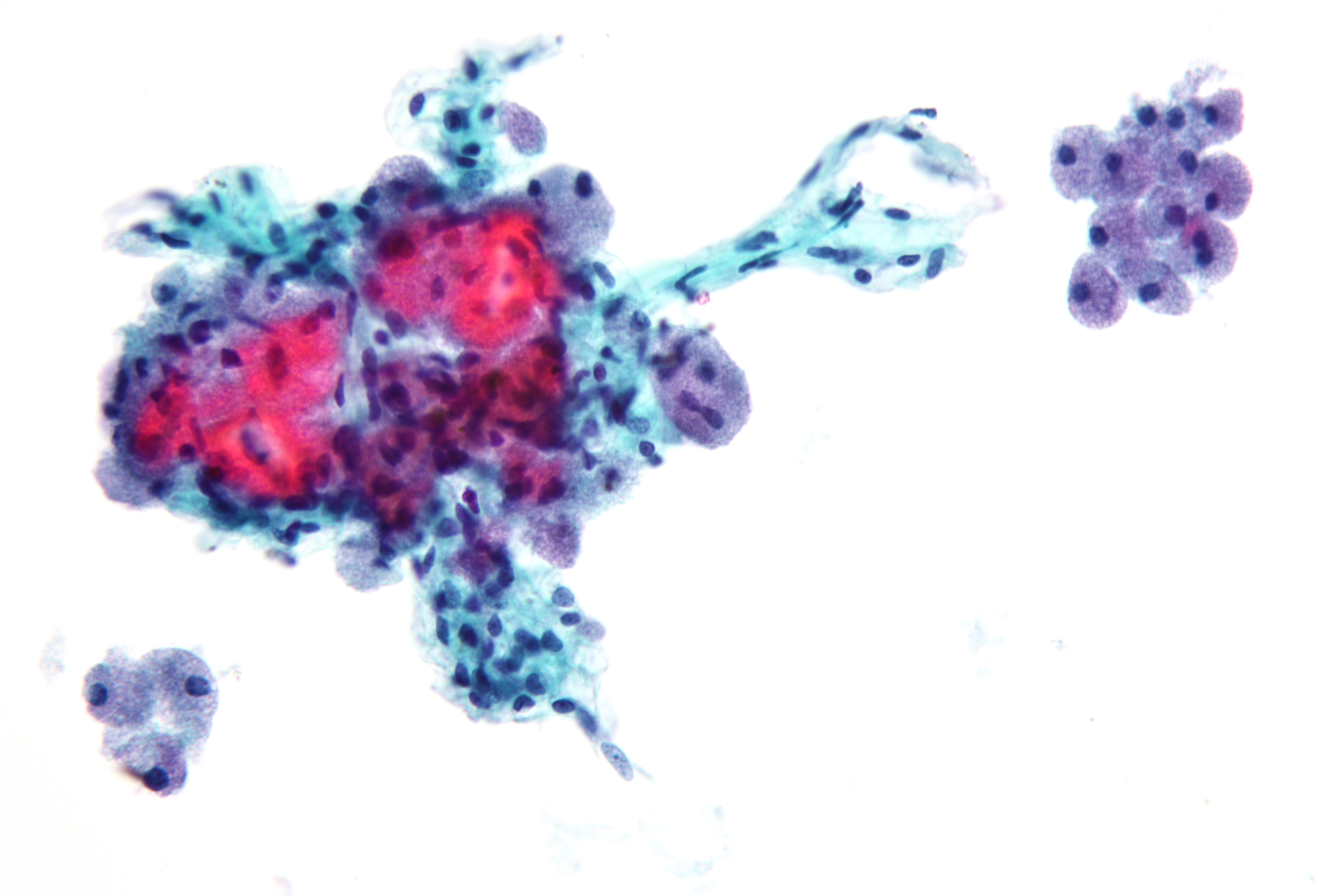
صورة مجهرية لأورام خلية هرتليه.

غالبًا ما يُعتبر سرطان الغدة الدرقية لخلية هرتليه نوعًا مختلفًا من سرطان الخلايا الجريبي. من المرجح أن تكون أشكال خلايا هرتليه ثنائية و متعددة البؤر أكثر من الخلايا السرطانية الجريبية وأن تنتقل إلى العقد الليمفاوية. مثل سرطان الغدة الدرقية الجريبي، يتم إجراء استئصال الغدة الدرقية من جانب واحد للأمراض غير الغازية (non-invasive)، واستئصال الغدة الدرقية الكامل للأمراض الغازية (invasive).

## التشخيص
عادة ما يتم العثور على تشخيص سرطان الغدة الدرقية الجريبي في الأفراد الذين ليس لديهم أي أعراض على الإطلاق. في الغالب، لا تسبب معظم سرطانات الغدة الدرقية الجريبية أعراضًا، حيث أنها تكون عديمة الأعراض تمامًا. لذلك، فإن تشخيص سرطان الغدة الدرقية الجريبي يكون أكثر شيوعًا عن طريق الصدفة في التقييم لأسباب أخرى. على سبيل المثال، قد يقوم المريض/ة بزيارة الطبيب لإجراء فحص سنوي، أو طبيب أمراض النساء لفحص جديد، أو ربما يقوم المريض بفحص الرقبة للتو ويجد عندها كتلة داخل الغدة الدرقية. قد يكون المصاب قد حصل على أشعة سينية للرقبة لمجموعة متنوعة من الأسباب الأخرى مثل حادث سيارة، أو زيارة غرفة الطوارئ، أو حتى الموجات فوق الصوتية للرقبة لتقييم الشرايين السباتية وإمدادات الدم إلى الدماغ.  الأهم من ذلك أنه في جميع حالات سرطان الغدة الدرقية الجريبي تقريبًا، لا يمكن إجراء التشخيص حتى يخضع المريض لجراحة الغدة الدرقية بالفعل.
لا يمكن للخزعة بالإبرة الدقيقة لكتلة الغدة الدرقية اعطاء تشخيص لسرطان الغدة الدرقية الجريبي لأنه ذلك يوفر تحليلاً للخلايا نفسها فقط (التي لها نفس مظهر الخلايا الجريبية الطبيعية للغدة الدرقية). لا يمكن تشخيص سرطان الغدة الدرقية الجريبي داخل الغدة الدرقية إلا عن طريق الإزالة الكاملة لكتلة الغدة الدرقية ثم الفحص المجهري للكتلة داخل الغدة الدرقية.  إن الكشف المجهري عن خلايا الغدة الدرقية التي تسمى الخلايا الجرابية التي تغزو (أو تنمو في) الأوعية الدموية أو الأوعية اللمفاوية أو محفظة كتلة الغدة الدرقية مطلوبة لتشخيص سرطان الغدة الدرقية الجريبي. إذا كانت الخزعة بالإبرة تشير إلى ورم جريبي، فإن تحديد خبير في جراحة سرطان الغدة الدرقية هو الخطوة التالية الأكثر أهمية. يجب إجراء جراحة لتشخيص سرطان الغدة الدرقية الجريبي.  وبالتالي فإن العثور على جراح سرطان الغدة الدرقية هو الخطوة الأولى والأكثر أهمية.
نادرًا ما يصاب مرضى سرطان الغدة الدرقية الجريبي بأعراض، ولكن عند ظهور الأعراض، فإن أكثر الأعراض شيوعًا هو وجود كتلة في الرقبة. قد تشمل الأعراض الأخرى التي قد تحدث مع تشخيص سرطان الغدة الدرقية الجريبي تغييرات في جودة صوتهم، وصعوبة البلع أو التنفس، وألمًا أو حنانًا في الرقبة أو الأذن أو حولها. إن أي تشخيص لسرطان الغدة الدرقية الجريبي المرتبط بتغيير الصوت أو البلع أو صعوبة التنفس أو الألم هي أعراض خطيرة للغاية وتتطلب تقييمًا فوريًا وشاملاً. بإختصار:
1. لا يمكن تشخيص سرطان الغدة الدرقية الجريبي عن طريق الخزعة بالإبرة الدقيقة من العقيدة الدرقية.
2. لا يمكن الحصول على تشخيص سرطان الغدة الدرقية الجريبي في عقيدة الغدة الدرقية إلا عن طريق الإزالة الكاملة لكتلة الغدة الدرقية.
3. يمثل تشخيص سرطان الغدة الدرقية الجريبي أقل من 10 ٪ من جميع سرطانات الغدة الدرقية.
4. إن تشخيص سرطان الغدة الدرقية الجريبي أكثر شيوعًا عند النساء ثلاث مرات منه لدى الرجال.
5. غالبًا ما يحدث تشخيص سرطان الغدة الدرقية الجريبي فوق سن 40 عامًا ونادرًا ما يحدث عند الأطفال.
6. نادرًا ما ينتشر سرطان الغدة الدرقية الجريبي إلى العقد الليمفاوية (أقل بكثير من 10٪).
7. نادرًا ما يرتبط تشخيص سرطان الغدة الدرقية الجريبي بتاريخ التعرض للإشعاع.

من المستحيل التمييز بين الورم الغدي الجريبي والسرطانة الجريبية بناءً على أسس خلوية. إذا أشارت سيتولوجيا الخزعة بالإبرة (FNAC) إلى ورم جرابي، فيجب إجراء استئصال الفصوص الدرقية لتحديد تشخيص المرض النسيجي. ملامح المرض المشروطة لتشخيص السرطان الجريبي هي الغزو «المحفظي» والغزو الوعائي من قبل الخلايا السرطانية. ومع ذلك، يجب تقييم الغزو المحفظي بعناية وتمييزه عن التمزق المحفظي بسبب اختراق الخزعة بالإبرة الذي يؤدي إلى WHAFFT (التغيرات النسيجية المثيرة للقلق ما بعد الخزعة بالإبرة في الغدة الدرقية).
- يميل السرطان الجريبي إلى الانتقال إلى الرئة والعظام عبر مجرى الدم.
- عادة ما ينتقل سرطان الغدة الدرقية الحليمي إلى العقد الليمفاوية العنقية (الرقبية).
- تم اقتراح HMGA2 كعلامة لتحديد الأورام الخبيثة.[10]

## العلاج/الإدارة
عادة ما يكون العلاج جراحيًا، يليه اليود المشع. لا يزال هناك جدل واسع عند مناقشة كيفية إدارة سرطان الغدة الدرقية المتمايز بشكل جيد (خاصة الحليمي وحتى الجريبي).
قد يكون استئصال الغدة الدرقية(أو استئصال الفصأحادي الجانب) واستئصال برزخ الغدة الدرقيةكافيين. هناك بعض النقاش حول ما إذا كان هذا لا يزال الخيار الأفضل لاستئصال الغدة الدرقية الكامل لهذه المجموعة من المرضى. يسمى هذا الإجراء باستئصال الغدة الدرقية النصفي. يزعم بعض الخبراء أنه إذا كانت هذه الأورام صغيرة ولا تغزو أنسجة أخرى (وهذه هي الحالة المعتادة)، فإن إزالة الفص(أحادي الجانب) من الغدة الدرقية الذي يحوي الورم والجزء المركزي الصغير المسمى البرزخ سيوفر حالة جيدة، وفرصة الشفاء ستكون مماثلة لإزالة الغدة الدرقية بالكامل. يستشهد هؤلاء المؤيدون لهذا النوع من العلاج الجراحي المحافظ (استئصال الغدة الدرقية النصفي) بالمعدل المنخفض لتكرار الورم السريري (5 ٪ إلى 20 ٪)، (على الرغم من حقيقة أنه يمكن العثور على كميات صغيرة من الخلايا السرطانية في ما يصل إلى 88 ٪ من أنسجة الفص الأخر (أي الجانب الآخر) للغدة الدرقية). كما يستشهدون ببعض الدراسات التي تظهر خطرًا متزايدًا وإصابات عصبية حنجرية متكررةفي المرضى الذين يخضعون لاستئصال كامل للغدة الدرقية (لأنها عملية على جانبي الرقبة).
الجانب الآخر من الجدل هو استئصال الغدة الدرقية الكامل. للاستزادة حول موضوع الجدل هذا يمكن مطالعة صفحة سرطان الغدة الدرقية الحليمي (قسم العلاج).

### العلاج الأولي
إذا تم العثور على خلايا جرابية في الاختبار السيتولوجي، فمن الشائع إجراء استئصال الغدة الدرقية للتمييز بين الورم الغدي الجريبي وسرطان الجريبات في الفحص النسيجي، والمضي قدما لاستكمال استئصال الغدة الدرقية والاستئصال باليود المشع بعد الجراحة حيث يتم تأكيد سرطان. بهذه الطريقة لا يتم إجراء استئصال كامل للغدة الدرقية دون داع.
يتبع استئصال الغدة الدرقية دائمًا علاج اليود المشع بمستويات تتراوح من 50 إلى 200 ميلكوري بعد أسبوعين من اتباع نظام غذائي منخفض من اليود (LID).  يجب تكرار العلاج في بعض الأحيان إذا كانت عمليات المسح السنوية تشير إلى الأنسجة السرطانية المتبقية. يفضل بعض الأطباء إعطاء الجرعة الآمنة القصوى (محسوبة على أساس عدد من العوامل)، بينما يفضل آخرون إعطاء جرعات أصغر، والتي قد تكون فعالة في استئصال جميع أنسجة الغدة الدرقية. يستخدم I-131 لاستئصال أنسجة الغدة الدرقية.
تم استخدام استئصال الغدة الدرقية طفيفة التوغل في السنوات الأخيرة في الحالات التي تكون فيها العقيدات صغيرة.

### العثور علىانتكاسالمرض
أظهرت بعض الدراسات أن اختبار الجلوبيولين الدرقي (Tg) مع الموجات فوق الصوتية للرقبة أكثر إنتاجية في العثور على انتكاس المرض من عمليات التصوير المقطعي للجسم كلاملا (WBS) باستخدام اليود المشع. ومع ذلك، يشير البروتوكول الحالي (في الولايات المتحدة الأمريكية) إلى وجود عدد صغير من WBS التي تُتطلب سنوياً قبل الاعتماد على اختبار Tg بالإضافة إلى الموجات فوق الصوتية للرقبة. عند الحاجة، تتكون عمليات تصوير الجسم بالكامل الامتناع من دواء الغدة الدرقية ثايروكسين (thyroxine) و/أو حقن هرمون تحفيز الغدة الدرقية البشري (TSH) المعاد التركيب. في كلتا الحالتين، يجب أيضًا اتباع نظام غذائي منخفض من اليود لتحسين تناول جرعة اليود المشعة. يتم إدارة جرعة منخفضة لليود المشع (بضعة ميلي كوري). يتبع فحص الطب النووي لكامل الجسم استخدام كاميرا غاما. قد تكون جرعات التصوير من اليود المشع (I(131 أو (I(123.
يتم إنتاج هرمون TSH البشري المعاد التركيب، الاسم التجاري ثايروجين Thyrogen، في زراعة الخلايا من خلايا الهامستر المهندسة وراثيًا.[بحاجة لمصدر]

## المآل
تستند إحصائيات المآل على دراسة مجموعات لا على التعيين من مرضى السرطان الدرقي الجريبي. لا يمكن لهذه الإحصائيات التنبؤ بمستقبل المريض على المستوى الفردي، لكنها يمكن أن تكون مفيدة عند النظر في العلاج والمتابعة الأكثر ملاءمة للمريض. يعتبر سرطان الدرقي الجريبي أكثر خباثة (عدوانية) من سرطان الدرقية الحليمي. يرتبط معدل الوفيات بدرجة غزو الأوعية الدموية. العمر هو عامل مهم للغاية من حيث المآل. المرضى الذين تزيد أعمارهم عن 40 عامًا يعانون من مرض أكثر عدوانية وعادة لا يسمح الورم بتركيز اليود وكذلك هو الحال في المرضى الأصغر سنًا. يعد غزو الأوعية الدموية سمة مميزة لسرطان الدرقية الجريبي، وبالتالي فإن النقائل البعيدة تكون أكثر شيوعًا. مع سرطان الغدة الدرقية الجريبي، تعتبر الرئة والعظام والدماغ والكبد والمثانة والجلد مواقع محتملة للانتشار البعيد. إصابة العقدة الليمفاوية أقل شيوعًا بكثير من سرطان الخلايا الحليمية.
يبلغ معدل البقاء الكلي لمدة 5 سنوات لسرطان الغدة الدرقية الجريبي 91٪، ومعدل البقاء على قيد الحياة لمدة 10 سنوات هو 85٪. من خلال إجمالي مراحل السرطان من المرحلة الأولى إلى الرابعة (I إلى IV)، فإن لسرطان الغدة الدرقية الجريبي معدل بقاء لمدة 5 سنوات بنسبة 100٪ للمرحلتين الأولى والثانية، و 71٪ للمرحلة الثالثة، و 50٪ للمرحلة الرابعة.

## علم الأوبئة
يعتبر سرطان الغدة الدرقية الجريبي ثاني أكثر أنواع سرطان الغدة الدرقية شيوعًا (سرطان الغدة الدرقية الحليمي هو سرطان الغدة الدرقية الأكثر شيوعًا) ويمثل 15% من سرطانات الغدة الدرقية. يحدث سرطان الغدة الدرقية الجريبي في فئة عمرية أكبر قليلاً من سرطان الغدة الدرقية الحليمي، كما أنه أقل شيوعًا عند الأطفال، ويحدث بشكل أكثر شيوعًا لدى النساء فوق سن 50 عامًا.

## روابط خارجية
- سرطان الغدة الدرقية في DMOZ نسخة محفوظة 14 مارس 2017 على موقع واي باك مشين.
- دليل إدارة السرطان: سرطان الغدة الدرقية والغدة الدرقية
- إرشادات الإدارة للمرضى الذين يعانون من عقيدات الغدة الدرقية وسرطان الغدة الدرقية المتمايز فرقة العمل للخطوط التوجيهية لرابطة الغدة الدرقية الأمريكية (2015).